# Expo ’75
Die International Ocean Exposition (jap. 沖縄国際海洋博覧会, Okinawa kokusai kaiyō hakurankai, dt. „Internationale Meeresausstellung Okinawa“) mit dem Thema „The Sea We Would Like To See“ fand vom 20. Juli 1975 bis 18. Januar 1976 in der Stadt Motobu auf der japanischen Insel Okinawa Hontō statt. Sie war damit 183 Tage lang geöffnet.
Die Unterwasser-Weltausstellung wurde zu einem Markstein in der Geschichte dieser Entwicklung. Japan gab hier mit einem enormen Kostenaufwand einen Überblick über sämtliche Bereiche der Unterwassertechnologie und Meereserschließung. Bei dem großen Ideenreichtum der Japaner wurde diese Ausstellung ebenso ungewöhnlich und interessant wie auch amüsant.

## Aufbau

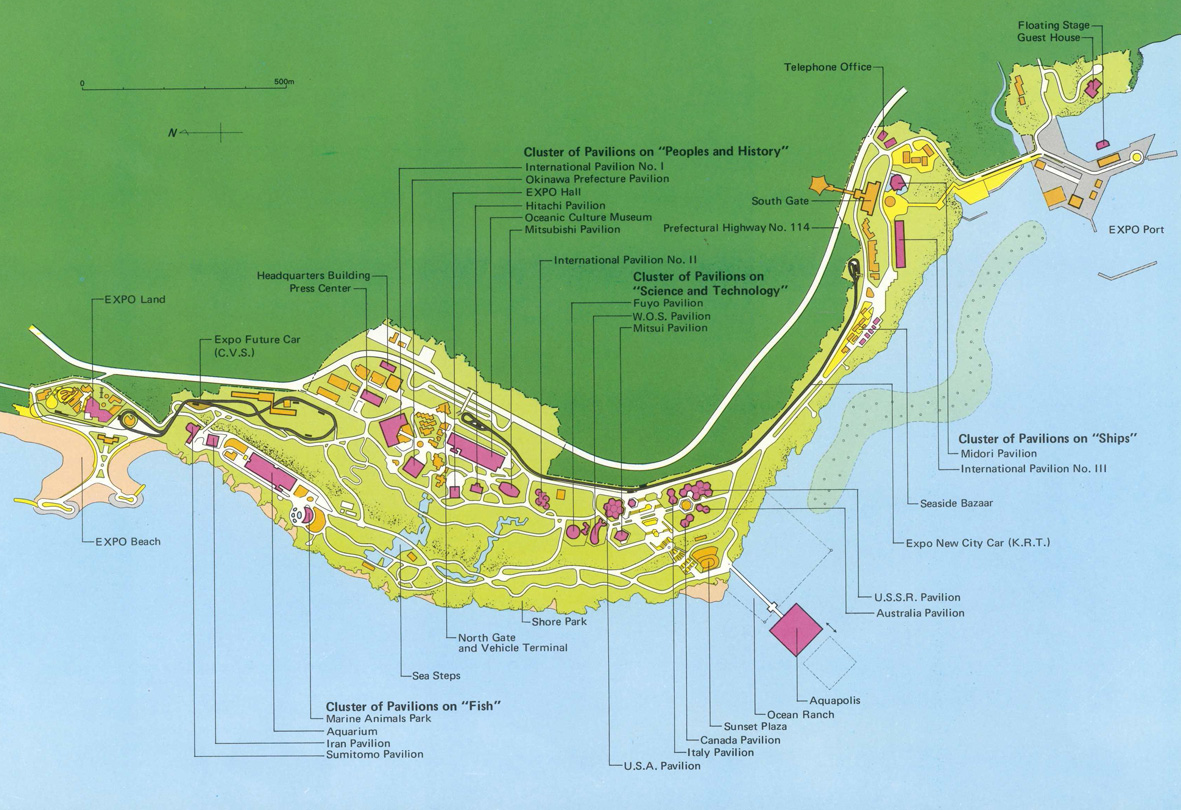
Lageplan der Expo’75.

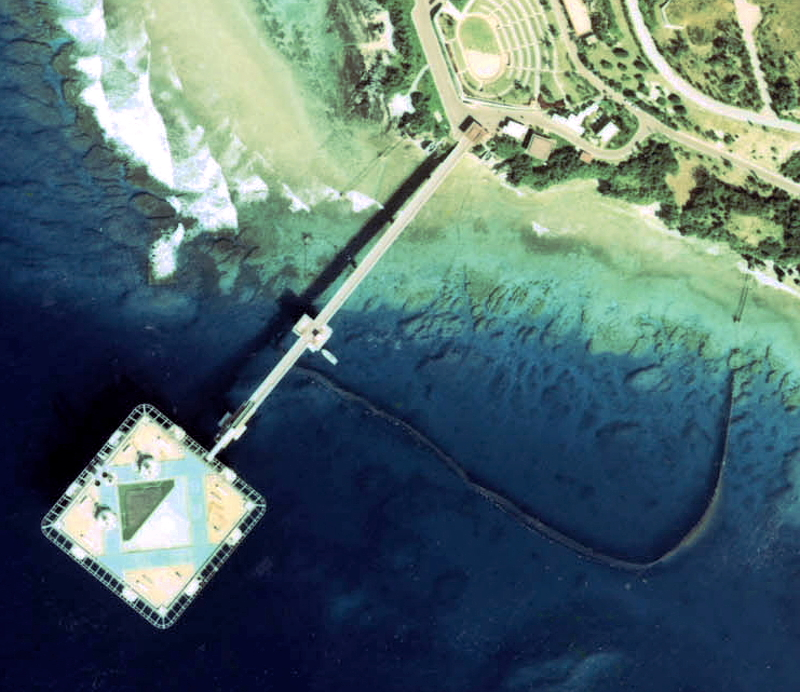
Aquapolis, 1977

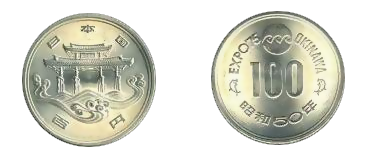
Gedenkmünzen von 1975, 100 Yen

Das Ausstellungsgelände lag in der Stadt Motobu, zwischen den beiden Dörfern Nakajin und Nago, auf der gleichnamigen Halbinsel, 80 Kilometer nördlich von Naha, der größten Stadt von Okinawa.
Die Ausstellung zeigte in 4 Arealen die verschiedensten neuen Technologien zur Nutzbarmachung des Meeres und seiner Besiedlung. Die Areale waren bezeichnet mit „Ships“, „Peoples and History“, „Science and Technology“ und „Fish“.
Außerdem wurde von dem japanischen Architekten Kiyonori Kikutake eine Aquapolis genannte Meeresstadt in einem Abstand von 200 Meter vor der Küste errichtet. Die Baukosten dafür betrugen 12,3 Mrd. Yen (damals rd. 100 Mio. DM), wobei die Meeresstadt während der Ausstellung von etwas mehr als 2 Millionen besucht wurde.
Über dreißig Nationen waren mit einem Stand vertreten, darunter befanden sich Australien, Brasilien, Bulgarien, Kamerun, Kanada, Ägypten, Deutsche Demokratische Republik, Guatemala, Ungarn, Iran, Italien, Korea, Malta, Monaco, Marokko, Philippinen, Spanien, Arabische Emirate, UdSSR, England, USA und Uruguay.
Während der Expo’75 fanden an dem nahegelegenen Strand verschiedene Shows und Segel-Wettbewerbe statt. Das Messegelände war auch das Ziel einer Einhandsegler-Regatta, die am 21. September 1975 in San Francisco gestartet wurde, sowie eine Station des Yachtrennes Los Angeles nach Hawaii.
Kronprinz Akihito und seine Gattin Michiko entkamen im Juli 1975 bei einem Besuch auf Okinawa im Rahmen der Expo am Himeyuri-Mahnmal nur knapp einem Molotow-Attentat von drei Linksradikalen. Beide blieben unverletzt.
Die Expo’75 war offiziell von dem Bureau International des Expositions (BIE) in Paris als Spezial-Ausstellung mit dem Schwerpunkt „Ozeane“ zugelassen.
Nach Veranstaltungsende wurde das Gelände zum „Staatlichen Erinnerungspark Okinawa“ (国営沖縄記念公園, kokuei Okinawa kinen kōen, engl. Ocean Expo Park). Die Aquapolis wurde bis November 1993 betrieben, als sie wegen stark zurückgegangener Besucherzahlen geschlossen wurde. Im Jahr 2000 wurde sie schließlich nach Shanghai zur Verschrottung gebracht.